# Бийер (Верхняя Гаронна)
Бийе́р (фр. Billière, окс. Vilhèra) — коммуна во Франции, находится в регионе Юг — Пиренеи. Департамент — Верхняя Гаронна. Входит в состав кантона Баньер-де-Люшон. Округ коммуны — Сен-Годенс.
Код INSEE коммуны — 31068.

## География

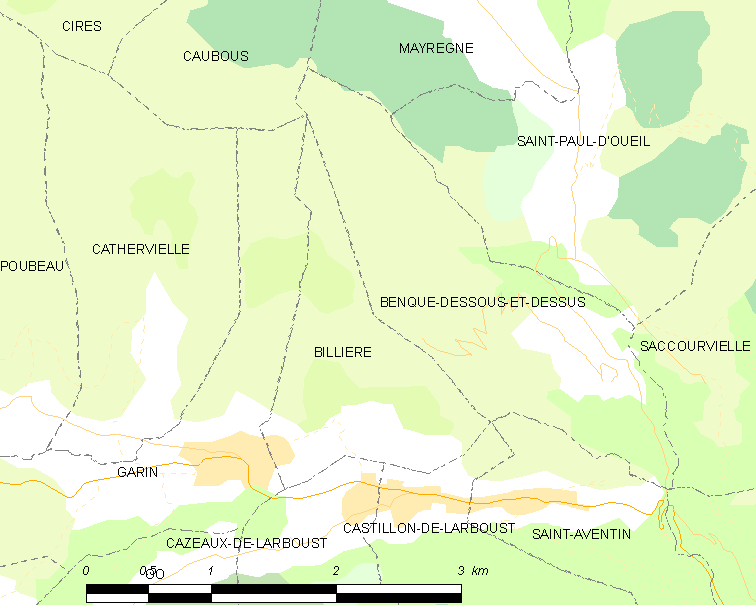
Карта коммуны

Коммуна расположена приблизительно в 690 км к югу от Парижа, в 120 км к юго-западу от Тулузы.

## Климат
Климат умеренно-океанический. Зима мягкая и снежная, весна характеризуется сильными дождями и грозами, лето сухое и жаркое, осень солнечная. Преобладают сильные юго-восточные и северо-западные ветры.

## Население
Население коммуны на 2010 год составляло 23 человека.
| 1962 | 1968 | 1975 | 1982 | 1990 | 1999 | 2010 |
| ---- | ---- | ---- | ---- | ---- | ---- | ---- |
| 42   | 32   | 28   | 22   | 27   | 25   | 23   |

## Экономика
В 2010 году среди 11 человек трудоспособного возраста (15—64 лет) 8 были экономически активными, 3 — неактивными (показатель активности — 72,7 %, в 1999 году было 58,8 %). Из 8 активных жителей работали 8 человек (6 мужчин и 2 женщины), безработных не было. Среди 3 неактивных 0 человек были учениками или студентами, 1 — пенсионерами, 2 были неактивными по другим причинам.